# Universalmuseum Joanneum

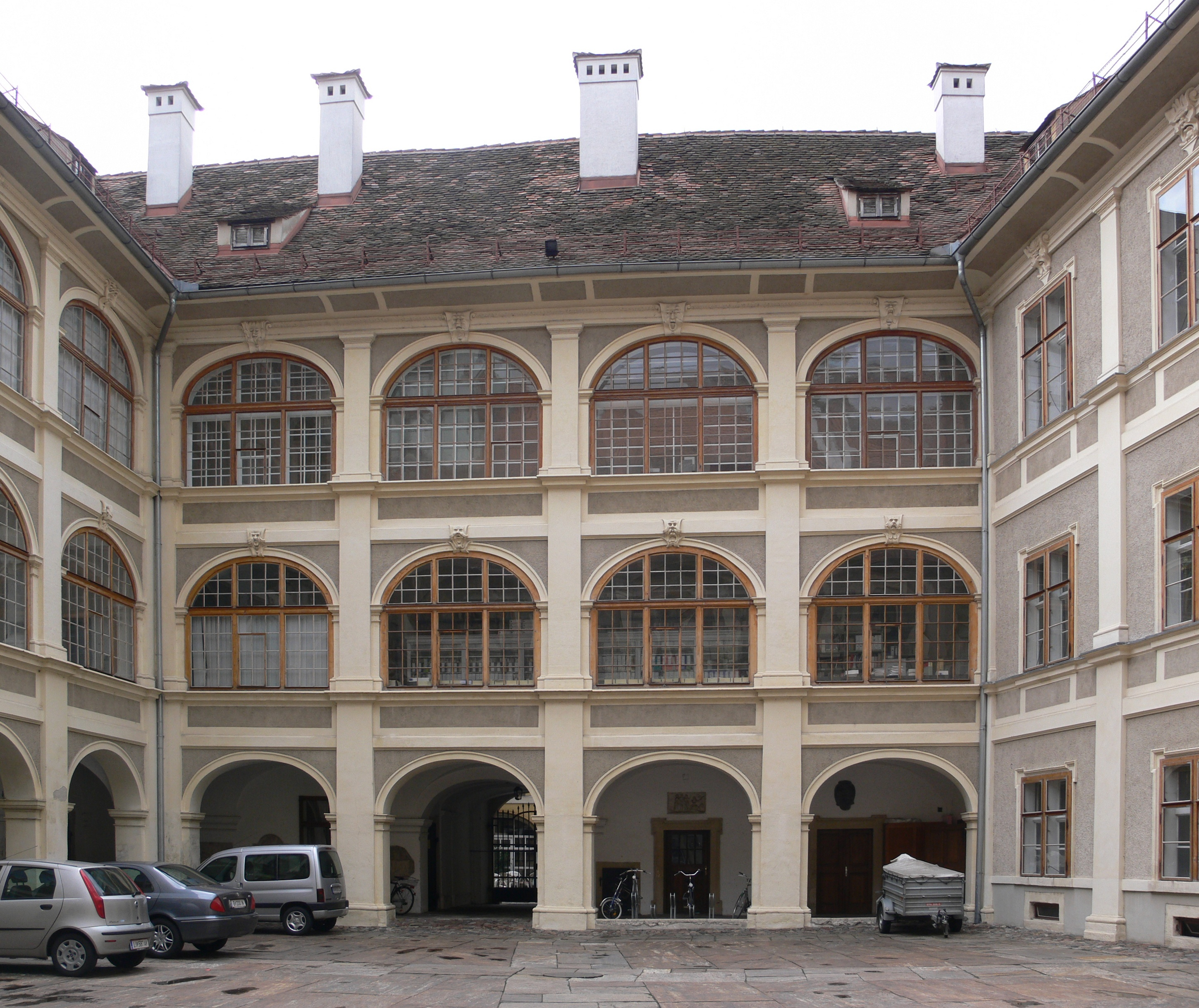
Binnenhof Landesmuseum Joanneum in Graz

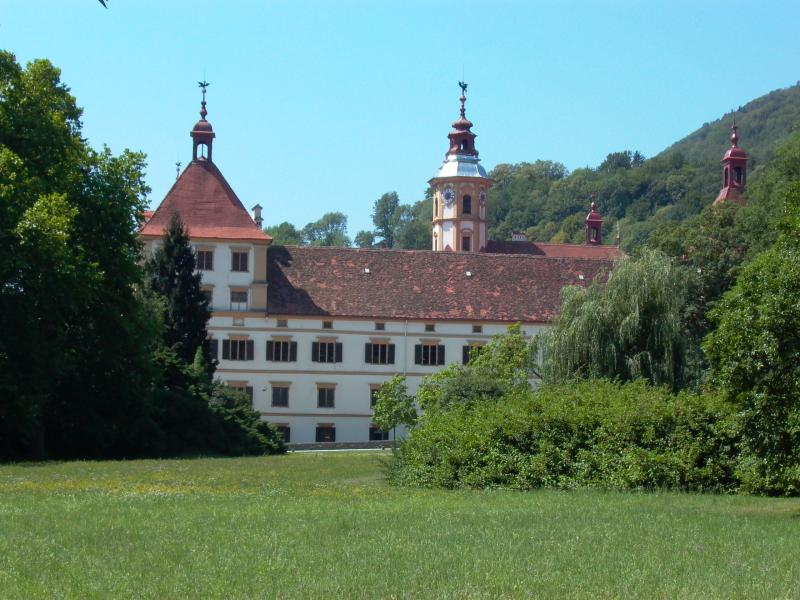
Schloss Eggenberg

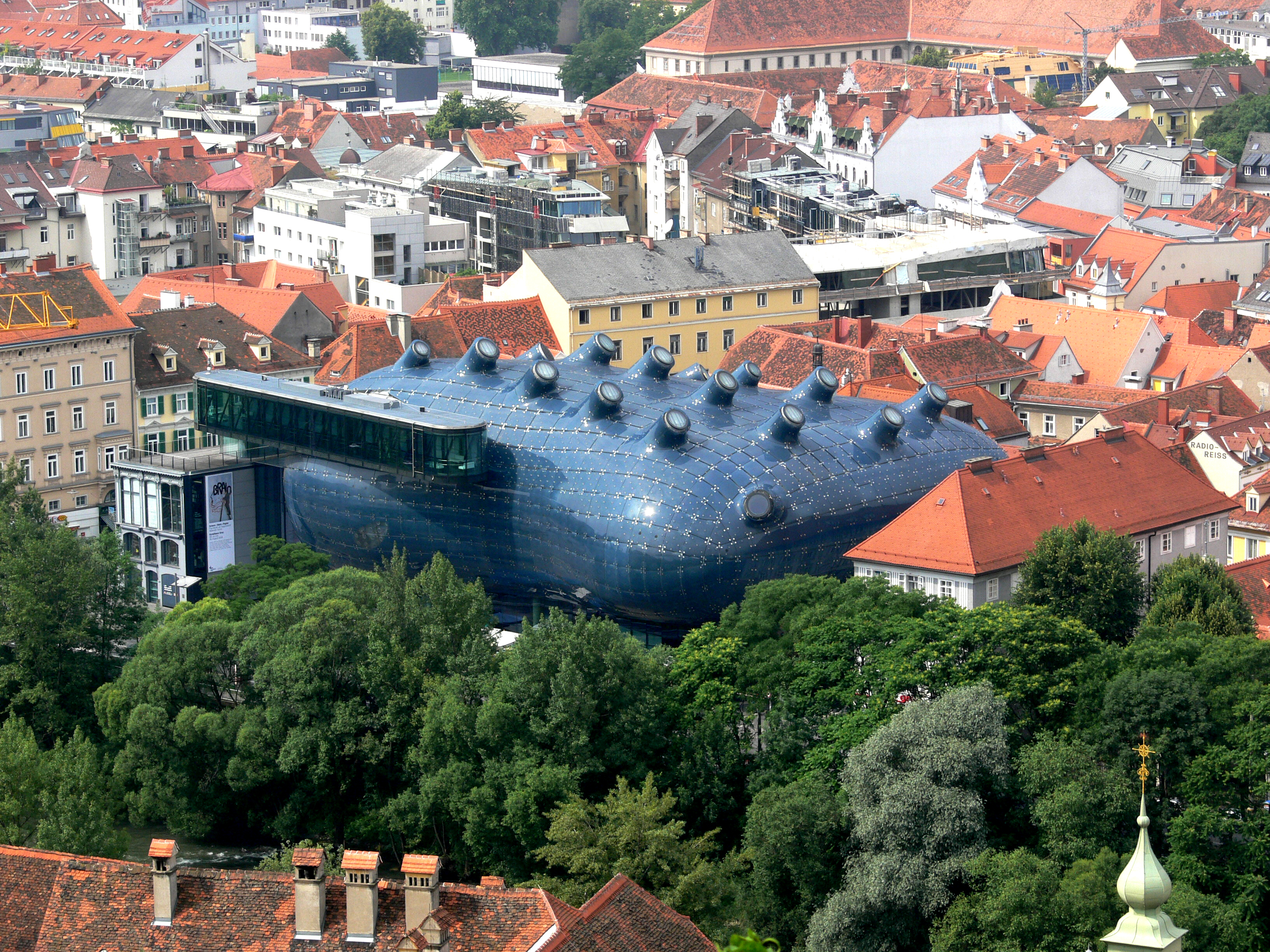
Kunsthaus Graz gezien vanaf de Schlossberg

Het Universalmuseum Joanneum in de Oostenrijkse deelstaat Stiermarken is, na het Kunsthistorisches Museum Wien, het oudste, grootste en meest veelzijdige museum in Oostenrijk.
De twintig belangrijkste musea/collecties bevinden zich op 12 verschillende locaties, onder andere in Graz (Kunsthaus Graz, Alte Galerie en Neue Galerie) en Schloss Eggenberg (Münzkabinett en Lapidarium). Het Universalmuseum is genoemd naar Johan van Oostenrijk, die in 1811 het museum stichtte voor zijn privéverzamelingen, onder het motto: das Lernen zu erleichtern und die Wissbegierde zu reizen.

## Musea
De navolgende musea en collecties behoren tot het Universalmuseum Joanneum:
- Alte Galerie
- Kulturhistorische Sammlung
- Kunsthaus Graz
- Künstlerhaus Graz
- Landeszeughaus
- Landschaftsmuseum in Schloss Trautenfels
- Landwirtschaftliche Sammlung in Schloss Stainz
- Lapidarium
- Münzensammlung
- Neue Galerie
- Schloss Eggenberg
- Österreichischer Skulpturenpark